# 宮城県道171号吹上鬼首線
宮城県道171号吹上鬼首線（みやぎけんどう171ごう ふきあげおにこうべせん）は、宮城県大崎市内を結ぶ一般県道である。

## 概要

### 路線データ
- 起点：大崎市鳴子温泉鬼首吹上温泉[1]
- 終点：大崎市鳴子温泉鬼首[1]
- 実延長：3,761.8 m[2]

## 地理

### 通過する自治体
- 大崎市

### 交差する道路
- 国道108号・宮城県道63号最上鬼首線（大崎市鳴子温泉鬼首字原・終点）

### 沿線の施設
- 吹上温泉
- 鬼首温泉